# Реактор з рідкометалевим теплоносієм
Ядерний реактор з рідкометалевим теполносієм, рідкометалевий реактор на швидких нейтронах або LMFR є вдосконаленим типом ядерного реактора, де основним теплоносій є рідкий метал . Реактори з рідкометалевим охолодженням вперше були адаптовані для використання на атомних підводних човнах і вивчені для застосування у виробництві електроенергії.
Металеві теплоносії швидше відводять тепло і забезпечують набагато більшу щільність потужності. Це робить їх привабливими в ситуаціях, коли розмір і вага мають велике значення, наприклад, на кораблях і підводних човнах. Щоб покращити охолодження водою, більшість конструкцій реакторів мають високий тиск, щоб підвищити температуру кипіння, що створює проблеми з безпекою та обслуговуванням, які відсутні у конструкціях з рідкого металу. Крім того, висока температура рідкого металу може бути використана для отримання пари при вищій температурі, ніж у реакторі з водяним охолодженням, що призводить до вищої термодинамічної ефективності. Це робить їх привабливими для підвищення потужності на звичайних атомних електростанціях.
Рідкі метали, будучи високопровідними, можуть переміщатися електромагнітними насосами. Недоліки включають труднощі, пов'язані з перевіркою та ремонтом реактора, зануреного в непрозорий розплавлений метал, і залежно від вибору металу, проблемою може бути небезпека пожежі (для лужних металів), корозія та/або створення продуктів радіоактивної активації.

## Конструкція
На практиці всі реактори з рідкометалевим теплоносієм є реакторами на швидких нейтронах, і на сьогоднішній день більшість реакторів на швидких нейтронах були реакторами-розмножувачами з рідкометалевим охолодженням (LMFBR) або морськими силовими установками. Використовувані рідкі метали зазвичай потребують хороших характеристик теплопередачі. Активні зони реакторів на швидких нейтронах мають тенденцію генерувати багато тепла в невеликому просторі в порівнянні з реакторами інших класів. Низьке поглинання нейтронів є бажаним для будь-якого теплоносія реактора, але особливо важливо для реактора на швидких нейтронах, оскільки хороша нейтронна ефективність реактора на швидких нейтронах є однією з його головних переваг. Оскільки більш повільні нейтрони поглинаються легше, теплоносій в ідеалі має мати низьке сповільнення нейтронів. Також важливо, щоб теплоносій не викликав надмірної корозії конструкційних матеріалів, а його температури плавлення та кипіння відповідали робочій температурі реактора.
В ідеалі теплоносій ніколи не повинен кипіти, оскільки це збільшує ймовірність його витоку з системи, що призведе до аварії з втратою теплоносія. І навпаки, якщо можна запобігти закипанню теплоносія, це дозволяє тиску в системі охолодження залишатися на нейтральному рівні, і це різко знижує ймовірність аварії. У деяких конструкціях весь реактор і теплообмінники занурюють в басейн теплоносія, практично усуваючи ризик втрати охолодження внутрішнього контуру.

## Властивості теплоносія
Хоча вода під тиском теоретично може бути використана для реактора на швидких нейтронах, вона має тенденцію сповільнювати нейтрони та поглинати їх. Це обмежує кількість води, яка може протікати через активну зону реактора, а оскільки швидкі реактори мають високу щільність потужності, більшість конструкцій замість них використовують розплавлені метали. Температура кипіння води також набагато нижча, ніж у більшості металів, що вимагає, щоб система охолодження підтримувалася під високим тиском, щоб ефективно охолоджувати активну зону.
| Охолоджуюча рідина           | Точка плавлення        | Точка кипіння          |
| ---------------------------- | ---------------------- | ---------------------- |
| натрій                       | 97,72 °C (207,9 °F)    | 883 °C (1621 °F)       |
| NaK                          | −11 °C, (12 °F)        | 785 °C (1445 °F)       |
| ртуть                        | −38,83 °C, (-37,89 °F) | 356,73 °C (674,11 °F)  |
| свинець                      | 327,46 °C (621,43 °F)  | 1749 рік °C (3180 °F)  |
| свинцево-вісмутова евтектика | 123.5 °C (254,3 °F)    | 1670 рік °C, (3038 °F) |
| олово                        | 231.9 °C (449,5 °F)    | 2602 °C (4716 °F)      |

### Ртуть
Clementine був першим ядерним реактором з рідкометалевим теплоносіємі використовував ртуть, яка вважається очевидним вибором, оскільки вона рідка при кімнатній температурі. Однак через недоліки, включаючи високу токсичність, високий тиск пари навіть при кімнатній температурі, низьку температуру кипіння, шкідливі пари при нагріванні, відносно низьку теплопровідність, і високий поперечний переріз захоплення нейтронів, вона випала з числа фаворитів.

### Натрій і NaK
Натрій і NaK (евтектичний натрієво-калієвий сплав) не викликають корозії сталі в значній мірі і сумісні з багатьма видами ядерного палива, що дозволяє використовувати широкий вибір конструкційних матеріалів. Однак вони спонтанно спалахують при контакті з повітрям і бурхливо реагують з водою, утворюючи газоподібний водень. Так сталося на атомній електростанції Монджу під час аварії та пожежі 1995 року. Нейтронна активація натрію також призводить до того, що ці рідини стають інтенсивно радіоактивними під час роботи. Їх період напіврозпаду короткий, і тому їхня радіоактивність не становить додаткового занепокоєння щодо утилізації.
Є дві пропозиції щодо охолоджуваного натрієм рідкометалевого реактора IV покоління, одна на основі оксидного палива, інша на основі металевого в інтегральному реакторі на швидких нейтронах .

### Свинець
Свинець має чудові властивості щодо нейтронів (відбиття, низьке поглинання) і є дуже потужним радіаційним захистом від гамма-променів. Вища температура кипіння свинцю забезпечує переваги безпеки, оскільки він може ефективно охолоджувати реактор, навіть якщо його температура досягає кількох сотень градусів Цельсія вище нормальних умов експлуатації. Однак, оскільки свинець має високу температуру плавлення і високий тиск пари, заправляти та обслуговувати реактор із свинцевим охолодженням складно. Температуру плавлення можна знизити, сплавивши свинець вісмутом, але свинцево-вісмутова евтектика дуже корозійна для більшості металів, що використовуються у конструкційних матеріалах.

### Олово
Хоча сьогодні олово не використовується як теплоносій для працюючих реакторів, оскільки воно утворює кірку, воно може бути корисним додатковим або замінним теплоносієм при ядерних катастрофах або аваріях з втратою теплоносія .
Додатковими перевагами олова є висока температура кипіння і здатність утворювати кірку навіть над рідким оловом, що допомагає прикрити витоки отруйних речовин і утримувати теплоносій у реакторі та біля нього. Олово призводить до того, що будь-який тип реактора стає непридатним для нормальної роботи. Це було випробувано українськими дослідниками і було запропоновано переобладнати реактори з киплячою водою на Фукусіма -Даїчі в реактори з рідким оловом.

## Ядерна силова установка

### Підводні човни
Радянський підводний човен К-27 проєкту 627, 627А «Кит» і всі сім підводних човнів проєкту 705, 705К «Ліра» використовували реактори, свинцево-вісмутовим сплавом у якості теплоносія (реактори РМ-1 у К-27; реактори БМ-40А і ОК-550 в інших). Як радянський, так і американський флот раніше створювали прототипи ударних підводних човнів з використанням силових установок LMFR.
Другий атомний підводний човен, USS Seawolf був єдиним підводним човном США, який мав атомну електростанцію з натрієвим теплоносієм. Він був введений в експлуатацію в 1957 році, але в пароперегрівачах були витоки, які були обійдені. З метою стандартизації реакторів у парку, реактор з натрієвим теплоносієм підводного човна був вилучений починаючи з 1958 року і замінений водно-водяним реактором.

### Атомний літак
Реактори з рідкометалевим теплоносієм були вивчені Pratt & Whitney для використання в ядерних літаках в рамках програми Aircraft Nuclear Propulsion.

## Вироблення енергії
Експериментальний натрієвий реактор був експериментальним ядерним реактором з натрієвим теплоносієм, розміщеним у секції польової лабораторії Санта-Сусани, яка тоді керувалася Міжнародним підрозділом Atomics International North American Aviation. У липні 1959 року в експериментальному з натрієвому реакторі стався серйозний інцидент, пов'язаний з частковим розплавленням 13 з 43 тепловиділяючих елементів і значним викидом радіоактивних газів. У вересні 1960 року реактор був відремонтований і відновлений в експлуатації, а в 1964 році він закінчив роботу. Загалом реактор виробив 37 ГВт·год. електроенергії.
Fermi 1 в окрузі Монро, штат Мічиган, був експериментальним реактором-розмножувачем на швидких нейтронах з рідким натрієвим теплоносієм, який працював з 1963 по 1972 рік. Він зазнав часткового розплаву ядерного матеріалу в 1963 році і був виведений з експлуатації в 1975 році.
У Дунрей в Кейтнесі, на крайній півночі Шотландії, Управління з атомної енергії Великої Британії (UKAEA) експлуатувало реактор на швидких нейтронах Дунрей (DFR), використовуючи NaK як охолоджувач, з 1959 по 1977 рік, передавши 600 ГВт·год. електроенергії в мережу за цей період. На цьому ж місці його змінив PFR, Prototype Fast Reactor, який працював з 1974 по 1994 рік і використовував рідкий натрій як теплоносій.
Радянський БН-600 має натрієве охолодження. АЕС БН-350 та американські АЕС EBR-II мали натрієве охолодження. EBR-I використовував рідкий сплав NaK для охолодження. NaK є рідким при кімнатній температурі. Рідкометалеве охолодження також використовується в більшості реакторів-розмножувачів на швидких нейтронах, включаючи реактори на швидких нейтронах, такі як інтегральний реактор на швидких нейтронах.
Багато дослідних реакторів IV покоління охолоджуються рідким металом:
- реактор на швидких нейтронах з натрієвим теплоносієм[en] (SFR)
- реактор на швидких нейтронах зі свинцевим теплоносієм